# Johan Fuentes
Johan Patricio Fuentes Muñoz (Santiago, Chile, 2 de febrero de 1984) es un futbolista chileno. Juega de centrocampista y su club actual es Curicó Unido de la Primera B de Chile.

## Trayectoria
Fuentes realizó las divisiones inferiores en Unión Española, pero debutó en Curicó Unido de la Tercera División a donde fue enviado a préstamo en 2004. Aquel temporada estuvo a minutos de gritar campeón pero perdió la definición ante Ñublense. Para el año siguiente regresa a Unión Española, pero a mediados de 2005 volvió a Curicó Unido para pelear nuevamente por el ascenso de categoría, tal como el año anterior. Para fortuna del elenco albirrojo, esta vez sí pudieron terminar campeones y así ascender a Primera B para el año 2006.
Posteriormente recaló en Deportes Melipilla, ganando la Primera B 2006, justamente en el Estadio La Granja, tras empatar 1 a 1 en la última fecha ante los curicanos.Luego retornó tanto a Unión Española (2007-2008) como a Curicó Unido (2009), para después fichar en Cobreloa (2010-2011) y Unión La Calera (2011).
Llegó en 2012 a Cobresal, en donde jugó varias temporadas y fue protagonista de la historia del club. Después de jugar varias Liguillas de Promoción para permanecer en Primera División, Cobresal se coronó campeón del torneo nacional por primera vez en su historia, tras ganar el Torneo Clausura 2015, con Johan Fuentes como capitán y una de sus principales figuras.Con un total de 153 partidos y 19 goles, destacándose un gol convertido a Colo-Colo desde más de 50 metros, en duelo jugado el 28 de septiembre de 2013, válido por el Apertura 2013,Fuentes se va del club minero a mediados de 2016, para sumarse a San Luis de Quillota. Su etapa en el club canario fue solo de un año,ya que con miras al segundo semestre del 2017, Deportes Iquique se refuerza con el volante, para disputar el torneo nacional y la Copa Sudamericana 2017.En los "Dragones celestes" no tuvo un gran desempeño, y para principios de 2019 firmó en Deportes Temuco, en donde permaneció solo un año, jugando 18 partidos sin anotar goles.
El 15 de enero de 2020 fue anunciado como nuevo refuerzo de Deportes Santa Cruz, siendo brevemente compañero de Humberto Suazo. En el cuadro santacruzano se quedó por tres temporadas, disputando 49 encuentros y anotando un gol.
Estuvo cesante en el primer semestre de 2023, pero el 3 de julio se oficializó su incorporación a Trasandino de Los Andes de la Segunda División Profesional.Con los andinos participó en 31 partidos, sin anotar goles, en el año y medio vistiendo la camiseta verde del "Cóndor".
El 12 de marzo de 2025 firmó como nuevo jugador de Curicó Unido, regresando a la institución con vistas a la Liga de Ascenso 2025, con 41 años de edad.

## Clubes
| Club                | País  | Año       |
| ------------------- | ----- | --------- |
| Curicó Unido        | Chile | 2004      |
| Unión Española      | Chile | 2005      |
| Curicó Unido        | Chile | 2005      |
| Deportes Melipilla  | Chile | 2006      |
| Unión Española      | Chile | 2007-2008 |
| Curicó Unido        | Chile | 2009      |
| Cobreloa            | Chile | 2010-2011 |
| Unión La Calera     | Chile | 2011      |
| Cobresal            | Chile | 2012-2016 |
| San Luis            | Chile | 2016-2017 |
| Deportes Iquique    | Chile | 2017-2018 |
| Deportes Temuco     | Chile | 2019      |
| Deportes Santa Cruz | Chile | 2020-2022 |
| Trasandino          | Chile | 2023-2024 |
| Curicó Unido        | Chile | 2025-Act. |

## Palmarés

### Campeonatos nacionales
| Título           | Club               | País  | Año    |
| ---------------- | ------------------ | ----- | ------ |
| Tercera División | Curicó Unido       | Chile | 2005   |
| Primera B        | Deportes Melipilla | Chile | 2006   |
| Primera División | Cobresal           | Chile | 2015-C |

### Distinciones individuales
| Distinción                                 | Año  |
| ------------------------------------------ | ---- |
| Parte del Equipo Ideal de la ANFP          | 2015 |
| Parte del Equipo Ideal de El Gráfico Chile | 2015 |